# Oaks Club Challenger 2012
L'Oaks Club Challenger 2012 è stato un torneo di tennis facente parte della categoria ITF Women's Circuit nell'ambito dell'ITF Women's Circuit 2012. Il torneo si è giocato a Ospreyu negli USA dal 26 marzo al 1º aprile 2012 su campi in terra verde aveva un montepremi di $50,000.

## Partecipanti WTA

### Teste di serie
| Nazionalità | Giocatrice           | Ranking1 | Testa di serie |
| ----------- | -------------------- | -------- | -------------- |
| Rep. Ceca   | Lucie Hradecká       | 68       | 1              |
| Bielorussia | Nastas'sja Jakimava  | 79       | 2              |
| Russia      | Aleksandra Panova    | 83       | 3              |
| Lussemburgo | Mandy Minella        | 91       | 4              |
| Romania     | Edina Gallovits-Hall | 94       | 5              |
| Stati Uniti | Irina Falconi        | 95       | 6              |
| Russia      | Nina Bratčikova      | 97       | 7              |
| Australia   | Anastasija Rodionova | 99       | 8              |

- 1 Rankings al 19 marzo 2012.

### Altre partecipanti
Giocatrici che hanno ricevuto una wildcard:
- Madison Brengle
- Caroline Dailey
- Melanie Oudin
- Jessica Pegula

Giocatrici passate dalle qualificazioni:
- Jana Čepelová
- Grace Min
- Florencia Molinero
- Coco Vandeweghe
- Kristina Mladenovic (lucky loser)

## Vincitori

### Singolare
Arantxa Rus ha battuto in finale  Sesil Karatančeva con il punteggio di 6–4, 6–1

### Doppio
Lindsay Lee-Waters /  Megan Moulton-Levy hanno battuto in finale  Aleksandra Panova /  Lesja Curenko con il punteggio di 2–6, 6–4, [10–7]